# Johan Richthoff
Johan Cornelius Richthoff (30. dubna 1898 Limhamn – 1. října 1983 tamtéž) byl švédský zápasník.
Startoval na třech olympijských hrách, pokaždé v těžké váze ve volném stylu. Při svém prvním startu v Paříži 1924 obsadil dělené 4. místo. V roce 1928 v Amsterdamu a v roce 1932 v Los Angeles vybojoval zlatou olympijskou medaili.